# Verandas Willems/Saison 2010
Dieser Artikel listet Erfolge und Mannschaft des Radsportteams Verandas Willems in der Saison 2010 auf.

## Saison 2010

### Erfolge in der Continental Tour
| Datum         | Rennen                               | Kat. | Fahrer          |
| ------------- | ------------------------------------ | ---- | --------------- |
| 24. April     | Arno Wallaard Memorial               | 1.2  | Stefan van Dijk |
| 9. Mai        | Omloop der Kempen                    | 1.2  | Stefan van Dijk |
| 15. Mai       | 3. Etappe Rhône-Alpes Isère Tour     | 2.2  | Andy Cappelle   |
| 20. Juni      | Flèche Ardennaise                    | 1.2  | Thomas Degand   |
| 25. Juli      | 2. Etappe Tour de Wallonie           | 2.HC | Stefan van Dijk |
| 1. August     | Polynormande                         | 1.1  | Andy Cappelle   |
| 17. August    | Grote Prijs Stad Zottegem            | 1.1  | Stefan van Dijk |
| 22. September | Omloop van het Houtland Lichtervelde | 1.1  | Stefan van Dijk |

### Zugänge – Abgänge
| Zugänge                 | Team 2009                    | Abgänge             | Team 2010               |
| ----------------------- | ---------------------------- | ------------------- | ----------------------- |
| Sven Renders            | Topsport Vlaanderen-Mercator | Romain Zingle       | Cofidis                 |
| Fabio Polazzi           | Lotto-Bodysol                | Jan Kuyckx          | Qin Cycling Team        |
| Andy Cappelle           | Palmans-Cras                 | Justin Van Hoecke   | Qin Cycling Team        |
| Dieter Cappelle         | Palmans-Cras                 | Gaëtan Bille        | RC Pesant Club Liégeois |
| Sjef De Wilde           | Palmans-Cras                 | Nicolas Baïolet     | Unbekannt               |
| Robin Stenuit           | Neoprofi                     | Mathieu Criquielion | Unbekannt               |
| Hendrik Van Den Bossche | Neoprofi                     | Olivier Pardini     | Unbekannt               |
|                         |                              | Philippe Pratte     | Unbekannt               |

### Mannschaft
| Name                    | Geburtstag         | Nationalität |
| ----------------------- | ------------------ | ------------ |
| Andy Cappelle           | 30. April 1979     | Belgien      |
| Dieter Cappelle         | 24. September 1983 | Belgien      |
| Cédric Collaers         | 26. Januar 1987    | Belgien      |
| Sjef De Wilde           | 3. Mai 1981        | Belgien      |
| Thomas Degand           | 13. Mai 1986       | Belgien      |
| Stefan van Dijk         | 22. Januar 1976    | Niederlande  |
| Grégory Habeaux         | 20. Oktober 1982   | Belgien      |
| Julien Paquet           | 9. August 1990     | Belgien      |
| Fabio Polazzi           | 4. Mai 1985        | Belgien      |
| Sven Renders            | 12. August 1981    | Belgien      |
| Robin Stenuit           | 16. Juni 1990      | Belgien      |
| Hendrik Van Den Bossche | 13. April 1990     | Belgien      |
| Sven Van Den Houtte     | 5. November 1984   | Belgien      |
| Kévin Van Melsen        | 1. April 1987      | Belgien      |
| Jonas Vangenechten      | 16. September 1986 | Belgien      |
| James Vanlandschoot     | 26. August 1978    | Belgien      |